# Cerkev svetega Jožefa, Cankova
Župnijska cerkev sv. Jožefa se nahaja v kraju Cankova, v župniji Cankova in v Občini Cankova
Prvi zanesljivi zgodovinski podatki o krajih cankovske župnije so iz leta 1366. Tedaj  so popisovali veleposestvo grofov v Gornji Lendavi - sedanji Grad. Pod območje sedanje župnije sv. Jožefa so spadali tedaj naslednji kraji: 
- 1. Villa seu possessio Kaltenprun - Hydegkut - kraj ob mrzlem studencu - t. j . Cankova,
- 2. Beznauch  - Beznovci,
- 3. Brezauch - Brezovci
- 4. Villa seu possessio Korlautfalu juxa rivolum Chernech - Gornji Črnci,
- 5. Villa seu possessio Domaynch in districtu juxta Linadu - Domajinci,
- 6. Villa seu possessio Grofenyk - Korovci,
- 7. Lyhomer in districtu S. Martini - Lemerje,
- 8. Posoch - Puževci,
- 9. Kupretfalua - Skakovci,
- 10. Ztrypkotz - Strukovci in
- 11. Topolotz Topolovci.

Kot vez med Ogrsko in Štajersko - Avstrijo je Hydegkut - Cankova omenjen(a) leta 1627 v protestantskem vizitacijskem zapisniku.

## Zgodovina cerkve in župnije
Na Cankovi so leta 1718 na mestu kjer stoji sedanja cerkev sezidali kapelo v čast sv. Jožefu. Okrog nje so uredili pokopališče in stara drevesa, ki so sedaj okrog cerkve, pričajo, da je bila okrog živa meja, ki je varovala svetost pokopališča. Zidovi stolpa in del ladje sedanje cerkve so ostanki prvotne kapele. Cerkev je dala sezidati družina grofa Nadassdyja iz Gornje Lendave - današnjega Grada. Leta 1736 pa še drugi del sedanje ladje, ki je bila apsida t. j. polkrožen obokan prostor - v cerkvi je rabil za svetišče z glavnim oltarjem. Pred ustanovitvijo župnije (1754) so kapelo - cerkev obnovili z denarno pomočjo grofa Leopolda Nadassdyja. K novoustanovljeni župniji so spadali naslednji kraji: Cankova, Korovci, Domajinci Topolovci, Beznovci, Skakovci in Strukovci. Puževci, Lemerje in Brezovci so bili priključeni cankovski župniji 18. septembra 1756. leta. Gornji Črnci so še naprej ostali v župniji sv. Jurija, vendar jih 1830. leta omenjajo pri cankovski župniji. Po drugi svetovni vojni pa so se Brezovci priključili župniji svetega Boštjana - Sebeščana v Pečarovcih, cankovski župniji pa je bila priključena vas Zenkovci, ki je dotlej spadala v pečarovsko župnijo.

## Novejša zgodovina
V letih 1898 - 1900 so dozidali sedanji stranski kapeli in svetišče. Cerkveni zvonik, katerega streha je bila prvotno piramidasta in pokrita z deskami je dobil 1903. leta baročno obliko. Severni kapeli, ki je do 1928. leta rabila za zakristijo, pa so kot prizidek postavili novo zakristijo in kapelo odprli za vse vernike. 1968. leta so izolirali več kot meter debele cerkvene stene in prezbiterij - svetišče preuredili po najnovejših liturgičnih - bogoslužnih predpisih. Leta 1970 pa je akademski slikar Stane Kregar naslikal fresko Svete družine. Ob glavnem oltarju sta  dve barvni okni - eno je posvečeno svetima bratoma Cirilu in Metodu. V obeh cerkvenah kapelah so še tri barvna okna, ki so prav tako delo slikarja Kregarja, na njih pa so upodobljeni: škof Slomšek, sv. Marija Goreti in sv. Maksimilijan.
1991. leta so obnovili pročelja cerkve. Obnovljeni so tudi vsi ornamenti - okraski. Z bakreno pločevino je prevlečen cerkveni zvonik. Na Cankovi imajo od 1983. leta električno zvonjenje. Obnovili so orgle, izdelane 1912. leta. V cerkvi so tudi uredili ogrevanje s toplim zrakom. V prenovljenem župnišču je tudi verouk. Farno proščenje je vsako leto 19. marca.  
V župniji sv. Jožefa na Cankovi so obnovili ne le župnijsko cerkev, ampak tudi vse vaške kapele, ki so v naslednjih krajih: V Lemerju, kapela sv. Križa, kapela Matere božje v Gornjih Črncih, kapela Svetega duha v Korovcih, v Skakokvcih je kapela Svete trojice,  v Domajincih pa je  kapela sv. Marjete.
- liturgíja   rel. cerkveni verski obredi, bogoslužje, ki se lahko spremlja s petjem, zanj rabimo posebna  oblačila in predmete.

## Arhitektura
Cerkev iz leta 1754. V današnji pojavnosti iz 1900. leta, ima zahodni zvonik, tloris pa ji je v obliki križa. Prezbiterij in ladja sta enako široka. Fasade delijo vogalna rustika, okenske maltaste obrobe in profiliran podstrešni venec. Freske so iz 1900. leta. Cerkev ima sredi vaškega trga dominantno lego.
- rústika  arhit. zid iz grobo obdelanih kamnitih kvadrov
- venec  arhit.  iz stenske ploskve izstopajoči del zidu za okras
- dominanten, ki je v prevladi, v premoči, prevladujoč

## Župniki in kaplani

### Župniki
- Janoš Hül (1765-1779) – * Kruplivnik, o. 1739; † Sveti Jurij, 5. avgust 1809.
- Mihael Andreič (1779-1787) – * Dankovci, o. 1749; † Cankova, 1. marec 1787.
- Jurij Tengelitš (1786-1798) – * Božok (Gradiščanska), 28. februar 1758; † Cankova, 20. julij 1798.
- Franc Bernjak (1798-1833), bil je dekan Slovenske okrogline
- Janoš Šbül kapelan (1827-1828; 1831-1832), nato župnik (1832/33-1858) – * Turnišče, 19. september 1795; † Cankova, 15. april 1858
- Vendel Ratkovič (1858)
- Jožef Borovnjak (1858-1909); razen župnikovanja v cankovski župniji je deloval tudi kot prekmurski nabožni pisatelj.
- Jožef Sakovič (1909)
- Vincent pl. Keresttury (1909-?) – * Bakovci, 18. januar 1864.

### Kaplani
- Jakob Sabar (1827)
- Jožef Habetler (1828-30) – * Hrvatske Siče (Gradiščanska), 19. februar 1802; † Gornji Petrovci, 8. marec 1871.
- Imre Dončec (1830-31) – * Števanovci, 8. junij 1805; † Monošter, 26. december 1848.

### Dušni pastirji iz župnije
- Matjaž Flisar – * Domajinci, 5. april 1776; † Gornji Senik, 26. april 1829.